# إبراهيم شاكر خريشة
إبراهيم شاكر محمود خريشة (1 يناير 1966 -) سياسي فلسطيني، ولد في مدينة طولكرم الفلسطينية، وهو أمين عام المجلس التشريعي الفلسطيني الثاني، وعضو المجلس الثوري لحركة فتح.

## نشأته وتحصيله العلمي
ولد إبراهيم شاكر محمود خريشة في مدينة طولكرم بالضفة الغربية بتاريخ 1 يناير 1966، تلقى تعليمه الإبتدائي والإعدادي والثانوي في مدارس مدينته طولكرم، وحصل على درجة البكالوريس في إدارة الأعمال من جامعة بيرزيت عام 1996، ثم على درجة الماجستير في الدراسات الدولية عام 2001 من ذات الجامعة، كما حصل بعدها على درجة البكالوريس في القانون عام 2012 من جامعة القدس.

## حياته السياسية
عمل عام 2000 منسقًا للجان المجلس التشريعي الفلسطيني، ثم أصبح في مطلع عام 2006 مقررًا عامًا للمجلس التشريعي، وفي 14 فبراير 2006، أصدر الرئيس الفلسطيني محمود عباس قرارًا رئاسيًا بتعيينه أمينًا عامًا للمجلس التشريعي الفلسطيني، كما فاز عام 2009 بإنتخابات المجلس الثوري لحركة فتح ليصبح عضوًا فيه.

## أزمة طولكرم الداخلية 2016
صيف عام 2016 إندلعت أزمة داخلية في مدينة طولكرم بين حركة فتح من جانب، والأجهزة الأمنية بتوجيهات رئيس الوزراء آنذاك رامي الحمد الله والذي يقيم في مدينة طولكرم من جانب آخر؛ على خلفية أزمة الكهرباء في بلدية طولكرم. حيث قامت الأجهزة الأمنية الفلسطينية بحملات اعتقال واسعة استهدفت كوادر حركة فتح في المدينة بعد منشورات لهم على موقع التواصل الإجتماعي «الفيس بوك» عن أزمة الكهرباء والحكومة ورئيس وزرائها رامي الحمد الله. في ضوء ذلك قام العشرات من كوادر فتح بتقديم استقالاتهم من مهامّهم الرّسميّة في الحركة احتجاجاً على الأوضاع.
وفي مساء يوم الخميس 4 أغسطس 2016، ترأس الرئيس الفلسطيني محمود عباس اجتماعًا عاجلًا لمتابعة الأزمة، وأصدر قراراً بعقد اتفاق فوري بين حركة فتح في طولكرم والأجهزة الأمنية، بحيث يقضي الاتفاق على الإفراج عن كافة المعتقلين من حركة فتح، والعمل على حل أزمات بلدية طولكرم بهدوء، واعتقال المحرضين من كافة الأطراف، ولكن سرعان ما فشل الاتفاق في صباح اليوم التالي (الجمعة 5 أغسطس 2016) بعد الإعتداء على الأمين العام للمجلس التشريعي الفلسطيني إبراهيم خريشة بالضرب ورش غاز الفلفل عليه أمام منزله في مدينة طولكرم، عقب قيام عناصر الأمن الفلسطيني بمداهمة الحي الذي يقطن به في المدينة، لينقل خريشة على إثرها إلى مستشفى الزكاة بالمدينة.

## وصلات خارجية
- شخصية فلسطينية: إبراهيم شاكر خريشة.
- السيرة الذاتية للأمين العام للمجلس التشريعي الفلسطيني إبراهيم شاكر خريشة، موقع المجلس التشريعي.